# Nederland op de Olympische Zomerspelen 1906
Nederland nam deel aan de Olympische Zomerspelen 1906 in Athene, Griekenland. Het was de tweede deelname. Er werd alleen bij het tennis en het schermen deelgenomen. Pas achteraf trok het IOC de olympische status van deze spelen in en werd de officiële aanduiding tussenliggende spelen. De deelnames en de gewonnen medailles tellen in de officiële overzichten niet meer als olympische prestaties.

## Medailleoverzicht
| Sport    | Olympiër                                                                          | Discipline     | Medaille |
| -------- | --------------------------------------------------------------------------------- | -------------- | -------- |
| Schermen | George van Rossem                                                                 | sabel (m)      | Zilver   |
| Schermen | Hendrik van Blijenburgh                                                           | degen (m)      | Brons    |
| Schermen | James Melvill van Carnbée Johannes Osten George van Rossem Maurits van Löben Sels | sabel team (m) | Brons    |

## Overzicht per sport
| Sport    | Deelnemers | Goud | Zilver | Brons | Totaal |
| -------- | ---------- | ---- | ------ | ----- | ------ |
| Schermen | 13         |      | 1      | 2     | 3      |
| Tennis   | 3          |      |        |       | '      |
| Totaal   | 16         | 0    | 1      | 2     | 3      |

## Resultaten per onderdeel

### Schermen
| Olympiër                                                                          | Discipline       | Resultaat        | Prestatie                                                               |
| --------------------------------------------------------------------------------- | ---------------- | ---------------- | ----------------------------------------------------------------------- |
| Hendrik van Blijenburgh                                                           | degen (m)        | Brons            | eerste ronde: 2e in groep 3 HF: 3e in groep 1 finale: 3e in finalegroep |
| Hendrik van Blijenburgh                                                           | Sabel 1 hit (m)  | eerste ronde     | eerste ronde: niet geklasseerd in groep 5                               |
| Hendrik van Blijenburgh                                                           | Sabel 3 hits (m) | eerste ronde     | eerste ronde: niet geklasseerd in groep 1                               |
| Willem Hubert van Blijenburgh                                                     | degen (m)        | eerste ronde     | eerste ronde: niet geklasseerd in groep 7                               |
| Willem Hubert van Blijenburgh                                                     | floret (m)       | eerste ronde     | eerste ronde: niet geklasseerd in groep 6                               |
| Willem Hubert van Blijenburgh                                                     | Sabel 1 hit (m)  | eerste ronde     | eerste ronde: niet geklasseerd in groep 6                               |
| Willem Hubert van Blijenburgh                                                     | Sabel 3 hits (m) | eerste ronde     | eerste ronde: niet geklasseerd in groep 1                               |
| James Melvill van Carnbée                                                         | degen (m)        | Halve finale     | eerste ronde: 1e in groep 4 HF: niet geklasseerd                        |
| James Melvill van Carnbée                                                         | Sabel 1 hit (m)  | halve finale     | eerste ronde: 1e in groep 4 HF: niet geklasseerd in groep 1             |
| James Melvill van Carnbée                                                         | Sabel 3 hits (m) | eerste ronde     | eerste ronde: niet geklasseerd in groep 1                               |
| Jetze Doorman                                                                     | degen (m)        | halve finale     | eerste ronde: 1e in groep 4 HF: 4e in groep 1                           |
| Jetze Doorman                                                                     | floret (m)       | eerste ronde     | eerste ronde: niet geklasserd in groep 7                                |
| Jetze Doorman                                                                     | Sabel 1 hit (m)  | eerste ronde     | eerste ronde: niet geklasseerd in groep 2                               |
| Hendrik van der Grinten                                                           | degen (m)        | eerste ronde     | eerste ronde: niet geklasseerd in groep 2                               |
| Hendrik van der Grinten                                                           | Sabel 1 hit (m)  | halve finale     | eerste ronde: 2e in groep 6 HF: niet geklasseerd in groep 1             |
| Arie de Jong                                                                      | degen (m)        | eerste ronde     | eerste ronde: niet geklasseerd in groep 5                               |
| Arie de Jong                                                                      | floret (m)       | eerste ronde     | eerste ronde: niet geklasserd in groep 7                                |
| Arie de Jong                                                                      | Sabel 1 hit (m)  | halve finale     | eerste ronde: 2e in groep 6 HF: niet geklasseerd in groep 1             |
| Arie de Jong                                                                      | Sabel 3 hits (m) | finale           | eerste ronde: 5e in groep 1 finale: niet geklasseerd finalegroep        |
| Frits Koen                                                                        | degen (m)        | eerste ronde     | eerste ronde: niet geklasseerd in groep 7                               |
| Maurits van Löben Sels                                                            | degen (m)        | 6e               | eerste ronde: 2e in groep 3 HF: 3e in groep 2 finale: 6e in finalegroep |
| Maurits van Löben Sels                                                            | floret (m)       | eerste ronde (m) | eerste ronde: niet geklasseerd in groep 4                               |
| Maurits van Löben Sels                                                            | Sabel 3 hits (m) | finale           | eerste ronde: 5e in groep 2 finale: niet geklasseerd finalegroep        |
| Simon Okker                                                                       | floret (m)       | 5e               | eerste ronde: 2e in groep 3 HF: 1e in groep 2 finale: 5e in finalegroep |
| Johannes Osten                                                                    | degen (m)        | eerste ronde     | eerste ronde: niet geklasseerd in groep 7                               |
| Johannes Osten                                                                    | Sabel 1 hit (m)  | eerste ronde     | eerste ronde: niet geklasseerd in groep 3                               |
| Johannes Osten                                                                    | Sabel 3 hits (m) | eerste ronde     | eerste ronde: strijd gestaakt in groep 1                                |
| George van Rossem                                                                 | floret (m)       | eerste ronde     | eerste ronde: niet geklasseerd in groep 1                               |
| George van Rossem                                                                 | Sabel 1 hit (m)  | halve finale     | eerste ronde: 2e in groep 4 HF: niet geklasseerd in groep 2             |
| George van Rossem                                                                 | Sabel 3 hits (m) | Zilver           | eerste ronde: 1e in groep 1 finale: 2e in finalegroep                   |
| Félix Vigeveno                                                                    | degen (m)        | 4e               | eerste ronde: 2e in groep 6 HF: 1e in groep 1 finale: 4e in finalegroep |
| Félix Vigeveno                                                                    | floret (m)       | eerste ronde     | eerste ronde: niet geklasseerd in groep 2                               |
| Gabriël Vigeveno                                                                  | degen (m)        | eerste ronde     | eerste ronde: niet geklasseerd in groep 7                               |
| Gabriël Vigeveno                                                                  | floret (m)       | eerste ronde     | eerste ronde: niet geklasseerd in groep 7                               |
| Hendrik van Blijenburgh Jetze Doorman Hendrik Joseph van der Grinten Arie de Jong | degen team (m)   | 5e               | KF: Nederland - België 4-9                                              |
| James Melvill van Carnbée Johannes Osten George van Rossem Maurits van Löben Sels | sabel team (m)   | Brons            | eerste ronde: Nederland - Duitsland verloren uitslag onbekend.          |

### Tennis
| Olympiër                        | Discipline      | Resultaat | Prestatie |
| ------------------------------- | --------------- | --------- | --- |
| Karel Beukema                   | enkelspel (m)   | 6e        | 1/16F: versloeg Ladislav Žemla Bohemen 6-0, 6-4 1/8F: versloeg Jim Giraud Frankrijk 6-4, 3-6, 7-5 KF: verloor van Maurice Germot Frankrijk                                                                            |
| Guus Kessler                    | enkelspel (m)   | 4e        | 1/16F: vrijgeloot 1/8F: vrijgeloot KF: vrijgeloot HF: verloor van Max Décugis Frankrijk |
| Gerard Scheurleer               | enkelspel (m)   | 4e        | 1/16F: versloeg Griekenland Nikolaos Zarifis 6-0, 3-6, 6-2 1/8F: versloeg Ioannis Ballis Griekenland 6-1, 6-4 KF: versloeg Georgios Simiriotis Griekenland 6-1, 8-6 HF: verloor van Maurice Germot Frankrijk 4-6, 1-6 |
| Gerard Scheurleer Karel Beukema | herendubbelspel | 5e        | 1/8F: vrijgeloot KF: verloor van Max Décugis & Maurice Germot Frankrijk 4-6, 0-6 |

## Referentie
- Athina 1906 Olympians
- sports-reference.com

Australië · België · Bohemen · Canada · Denemarken · Duitsland · Egypte · Finland · Frankrijk · Griekenland · Groot-Brittannië · Hongarije · Italië · Nederland · Noorwegen · Oostenrijk · Turkije · Verenigde Staten · Zweden · Zwitserland